# المربعة (عبس)

تعديل مصدري - تعديل

المربعة هي إحدى قرى عزلة بني حسن بمديرية عبس التابعة لمحافظة حجة، بلغ تعداد سكانها 345 نسمة حسب تعداد اليمن لعام 2004.